# The Lost Tapes
The Lost Tapes er titlen på Nas' opsamlingsalbum fra 2002. Albummet indeholder numre, som ikke blev udgivet på tidligere album.

## Spor
- "Doo Rags"
- "My Way"
- "U Gotta Love It"
- "No Ideas Original"
- "Blaze A 50"
- "Everybodys Crazy"
- "Purple"
- "Drunk By Myself"
- "Black Zombie"
- "Poppa Was A Playa/Fetus (Belly Button Window)" [skjult nummer]

## Produktion
- Nas (Executive Producer)
- Rockwilder
- Trackmasters
- Kanye West
- The Alchemist
- L.E.S.